# Гиљермо Ласо
Гиљермо Алберто Сантјаго Ласо Мендоза (шп. Guillermo Alberto Santiago Lasso Mendoza; Гвајакил, 16. новембар 1955) је еквадорски бизнисмен, политичар и тренутни, 47. председник Еквадора.
Био је кандидат на општим изборима 2021. године, победивши Андреса Арауза. Претходно се кандидовао за председника на изборима 2013. и 2017. године. У 2013. години, Ласо је нагло заузео друго место иза председника Рафаела Кореје. На изборима 2017. напредовао је до другог круга кандидата против бившег потпредседника Лењина Морена, али је на крају изгубио.
Ласо је био на месту министра економије током краткотрајног председавања Јамила Махуада 1999. године. Претходно је био гувернер Гвајаса од 1998. до 1999. Ласо је по занимању банкар, а претходно је био извршни директор Банко Гвајакил. Током председништва Рафаела Кореје, Ласо је постао запажени критичар његове администрације.
Самопроглашени либерал, његова јавна агенда укључује класичне либералне тачке попут одбране поделе власти ради ограничавања власти и основних права. Такође је изразио мишљења у корист смањења пореза и заговорник је слободног тржишта.